# Palais des sports René-Bougnol
Pour les articles homonymes, voir Palais des sports.
Ne doit pas être confondu avec Palais des sports Pierre-de-Coubertin.

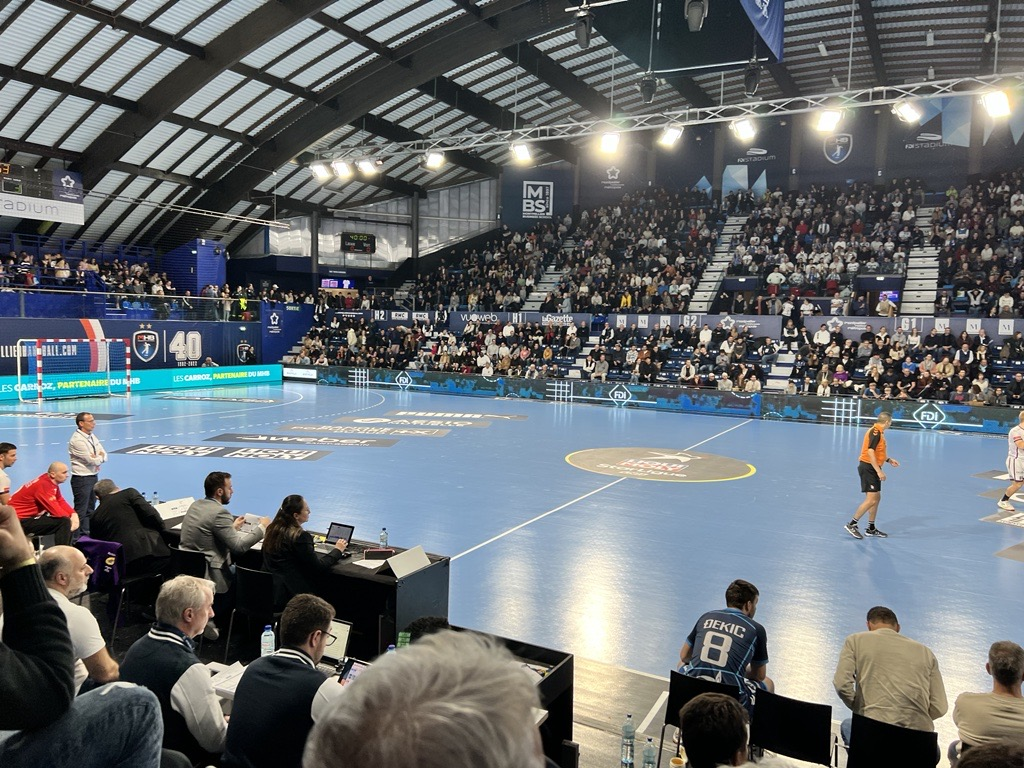
Match MHB au FDI STADIUM

Le palais des sports René-Bougnol, également appelé FDI Stadium pour des raisons de naming ou couramment abrégé en « Bougnol », est une salle omnisports située à Montpellier, sur l'avenue du Val de Montferrand. Ses tribunes peuvent accueillir 3 000 spectateurs.
C'est la salle qu'utilise le club de handball du Montpellier Handball. Il a pendant longtemps abrité les rencontres du Montpellier UC (entre 1977 et 2002) avant le déménagement des volleyeurs au palais des sports Pierre-de-Coubertin.

## Historique
Ce palais des sports a été inauguré en 1977. Il porte le nom de René Bougnol, ancien escrimeur montpelliérain, triple médaillé olympique au fleuret par équipe (1932, 1936 et 1948).
Le 13 décembre 1979, le groupe australien AC/DC donne un concert à Bougnol dans le cadre de sa tournée Highway to Hell.
En 1986, le Palais des Sports accueille des rencontres du Championnat du monde de volley-ball. En 2001, des matchs du Championnat du monde masculin de handball s'y déroulent.
En 2003, le MHB y gagne la prestigieuse Ligue des champions face au club de Pampelune, où évolue alors Jackson Richardson, sur le score de 31 à 19 après la lourde défaite de la finale aller (27-19).
Véritable « chaudron », emmené par ses célèbres supporters, « les Bluefox », Bougnol est le lieu de grandes victoires du MHB contre les meilleures équipes européennes, même si, à compter de 2010, le club joue plutôt ses affiches dans la Sud de France Arena.
Du 22 au 24 mars 2024, l'arène accueille les championnats de France de tennis de table 2024.